# Ottenby (naturreservat)
Ottenby är ett naturreservat på Ölands södra udde i Mörbylånga kommun i Kalmar län.
Området är naturskyddat sedan 1970 och är 995 hektar stort. Reservatet  består av sjömarker, betesmaker och buskmarker med tok och hagtorn och Ottenby lund. Inom reservatet finns bland annat Ottenby fågelstation, Ottenby gamla flyttfågelmuseum och Sveriges högste fyr, Långe Jan.

## Bilder

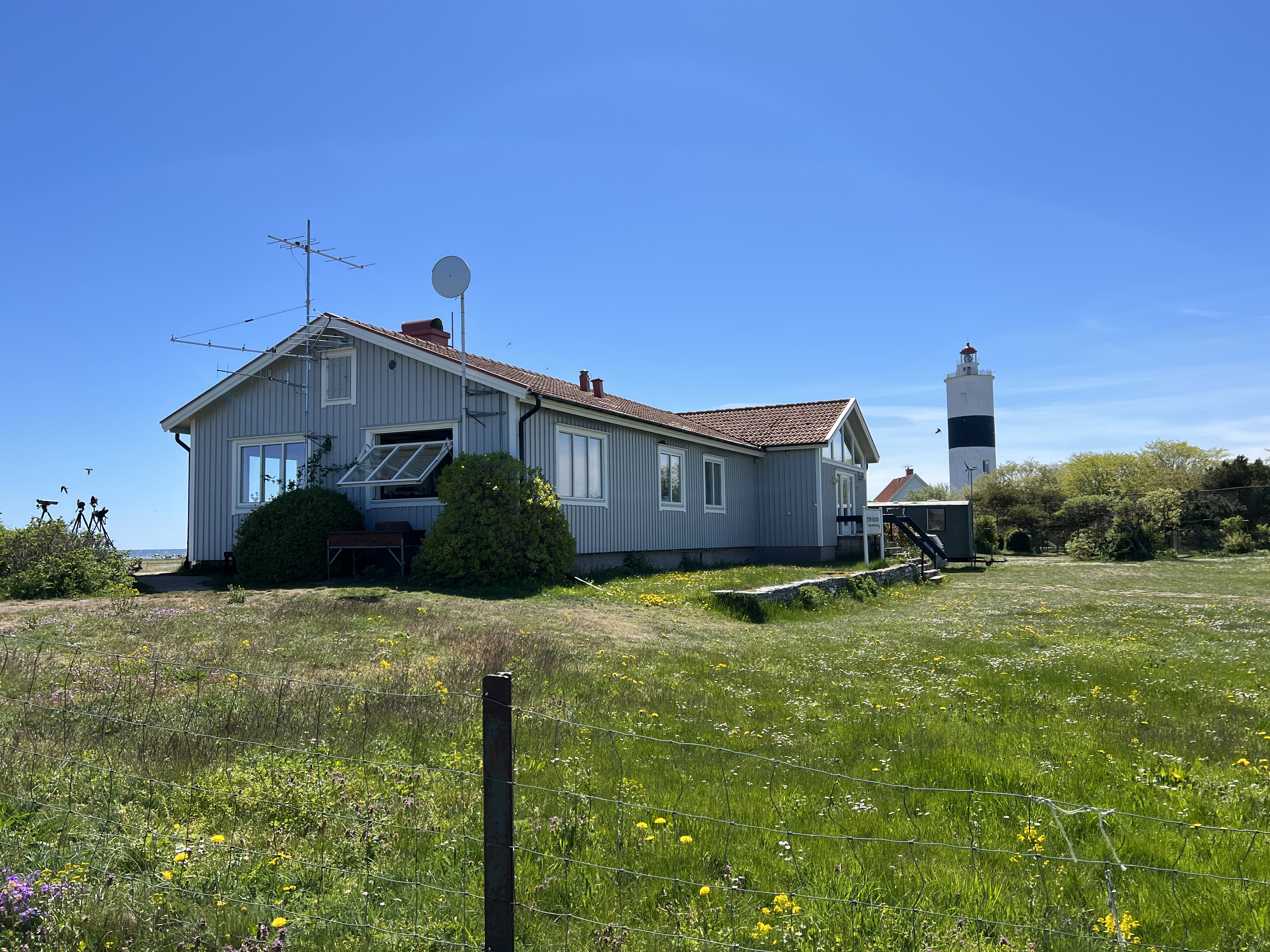
Ottenby fågelstation, med Långe Jan i bakgrunden.
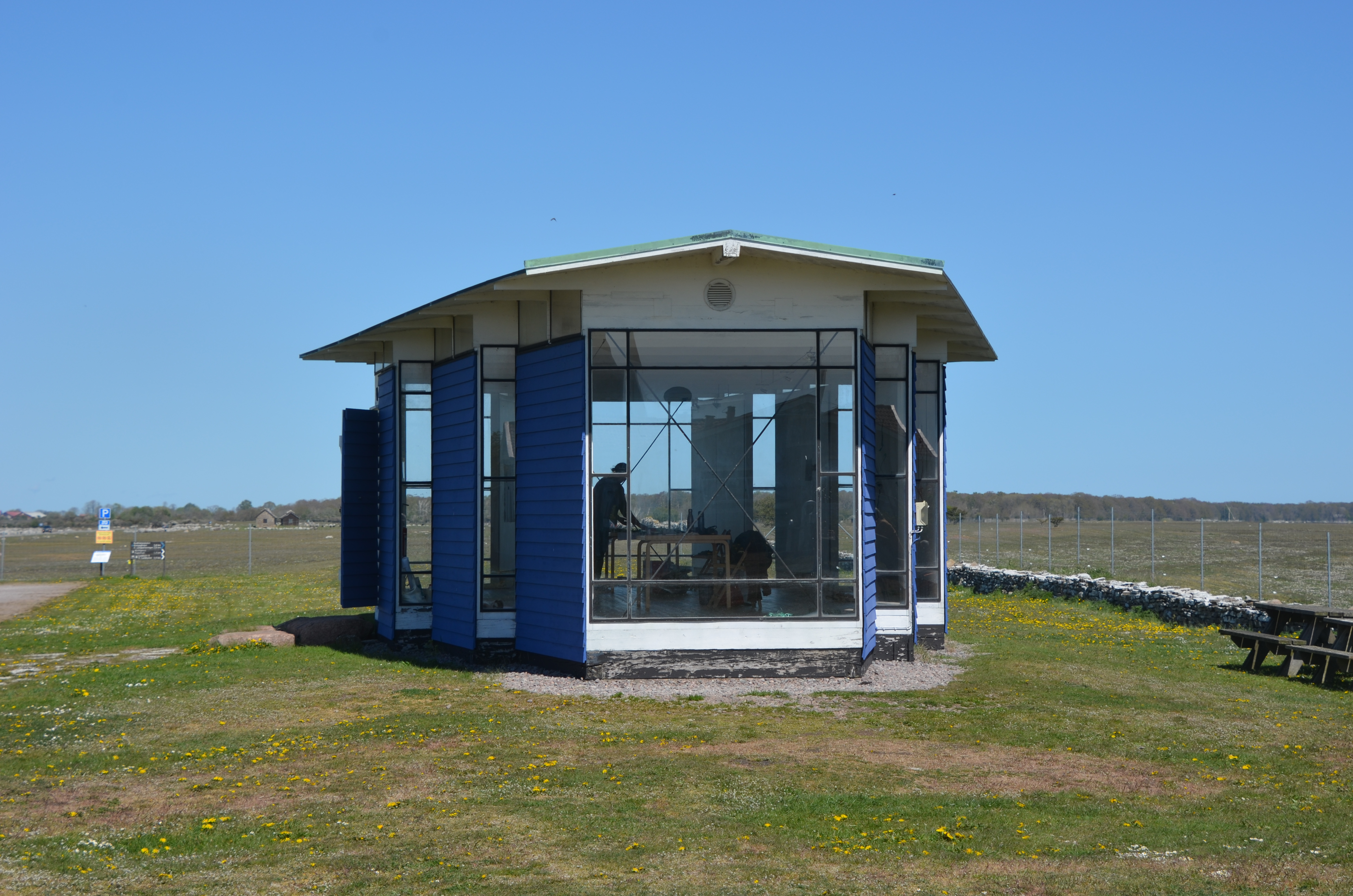
Ottenby gamla flyttfågelmuseum sett söderifrån
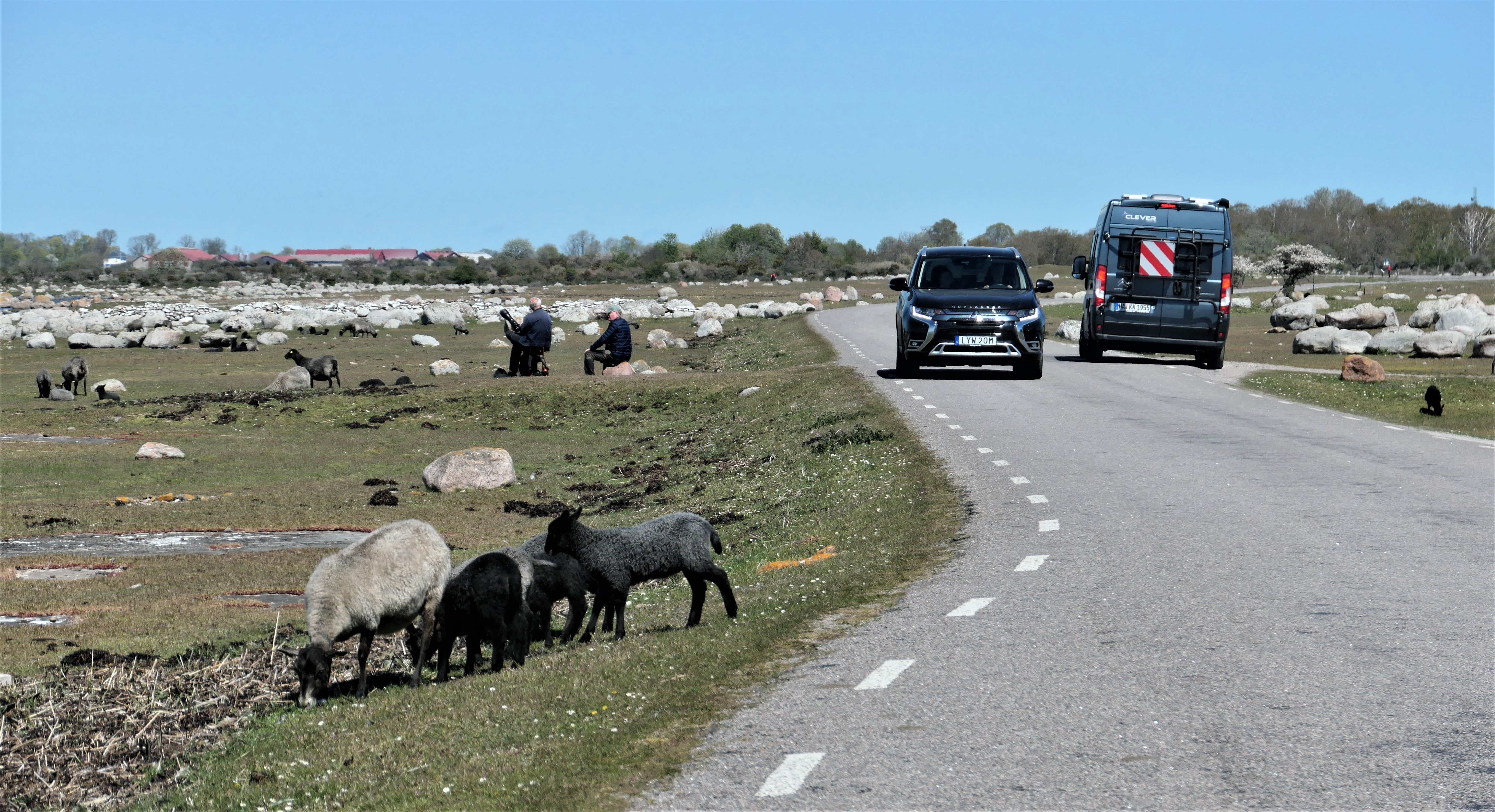
Vägen till/från naturreservatet
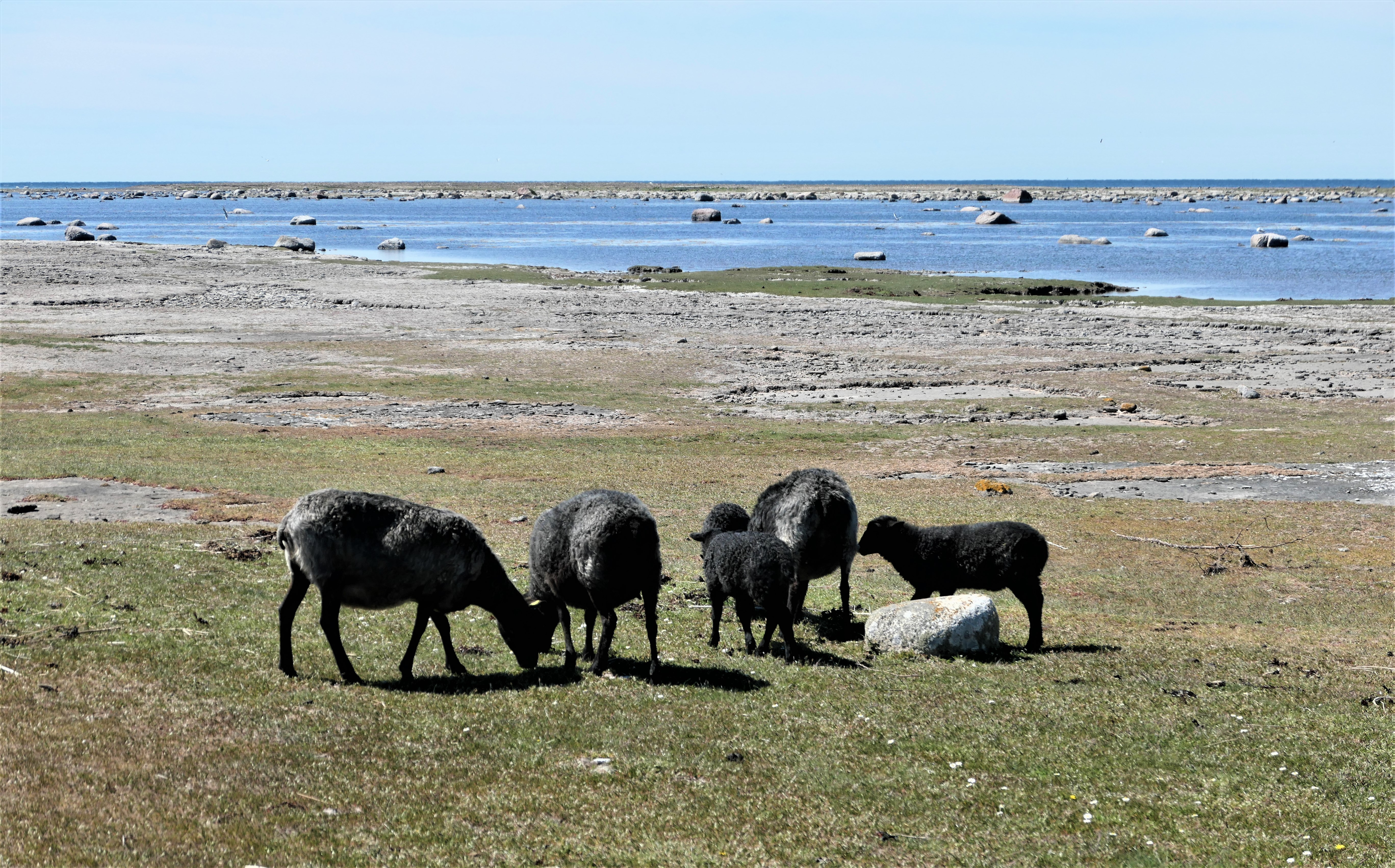
Betande får från Ottenby kungsgård